# Jardinella colmani
Jardinella colmani é uma espécie de gastrópode  da família Hydrobiidae.
É endémica da Austrália.